# الحصان الأمريكي الكريمي
يُعد حصان الجر الأمريكي الكريمي سلالة أمريكية من خيول الجر، تتميز بلون معطفها الفريد الذي يتراوح بين الكريمي الفاتح و"الشمبانيا الذهبي". نشأت هذه السلالة في ولاية أيوا خلال أوائل القرن العشرين، وتعود أصولها إلى فرس كريمية اللون تدعى "Old Granny". تم تطويره في ولاية أيوا خلال أوائل القرن العشرين من فرس كريمية اللون تدعى Old Granny. أُسّس سجل السلالة رسميًا في عام 1944، إلا أنه واجه فترة من الخمول لعدة عقود، حيث انخفضت أعداد السلالة بشكل كبير بسبب ميكنة الزراعة.في عام 1982، أُعيد تنشيط سجل السلالة، ومنذ ذلك الحين، شهدت أعداد الخيول الأمريكية الكريمية ازديادًا بطيئًا. تُعتبر سلالة الحصان الأمريكي الكريمي نادرة، حيث تُصنف حالتها على أنها "حرجة" من قبل منظمة الحفاظ على الثروة الحيوانية (The Livestock Conservancy) وصندوق Equus Survival Trust.

## الصفات
تشتهر الخيول الأمريكية الكريمية بجمالها المتناسق وقوتها الهادئة. تتميز برؤوس مصقولة ذات ملامح وجه مسطحة، بعيدة عن التقوس أو البروز. أجسامها قوية وعضلية، مع صدور واسعة وأكتاف مائلة وظهور قصيرة وقوية. أضلاعها منتشرة بشكل جيد، مما يمنحها هيكلًا متينًا. أرجلها قوية ومتناسبة بشكل جيد ومتباعدة بشكل مناسب، مما يوفر لها ثباتًا ممتازًا وسهولة الحركة. يمشون بثقة، حوافرهم قوية وحركتهم سلسة. يُعرف عشاق خيول الجر هذه السلالة بطبعها الهادئ وسهولة تدريبها، مما يجعلها خيارًا مثاليًا للمالكين الجدد الذين يخطون خطواتهم الأولى في عالم تربية خيول الجر. تتميز هذه الإناث بارتفاعها الذي يصل إلى 15 يدًا ووزنها الذي يتراوح بين 680 و 730 كيلوجرامًا، بينما يبلغ ارتفاع الفحول والخيول الصغيرة 16 يدًا ووزنها 820 كيلوجرامًا أو أكثر.
يتميز الحصان الأمريكي الكريمي بلون معطفه الاستثنائي، والذي يُعدّ سمةً أساسيةً لهذه السلالة، مع بشرة وردية رقيقة وعيون كهرمانية دافئة. يضفي العرف والذيل الأبيضان لمسةً من الجمال الفريد على هذه الخيول، مما يجعلها لوحةً فنيةً طبيعيةً ساحرة. يينشأ هذا اللون الكريمي المميز من جين شمبانيا، وهو جين متنحي يتحكم في إنتاج صبغة الميلانين في المعطف. تتنوع درجات اللون الكريمي بين الفاتح والمتوسط والداكن، مع عيون كهرمانية أو عسلية. تُفرض معايير صارمة على لون معطف الحصان الأمريكي الكريمي، خاصةً بالنسبة للفحول. يجب أن يتمتع الفحل بجلد وردي فاتح وعرف وذيل أبيضين ناصعين ليُسجّل في سجل السلالة. بينما قد تُقبل الفرس ذات البشرة الداكنة والعرف الخفيف والذيل كـ "مخزون أساسي" للمساعدة في الحفاظ على السلالة. يمكن تسجيل المهور الأمريكية الأصيلة ذات اللون الداكن جدًا والتي لا يمكن قبولها في سجل السلالات الرئيسي في سجل الملحق. سيقبل الملحق أيضًا خيول المسودة نصف المرباة المتقاطعة مع سلالات مسودة أخرى إذا استوفت متطلبات معينة. ويوفر السجل نظام ترقية يستخدم خيول الملحق لتقوية الجينات، وزيادة أعداد السلالات،  والسماح بسلالات أكثر تنوعًا.

### علم الوراثة اللونية
1. ↑  "American Cream Draft Horse: The Cream of Drafts" (PDF). American Cream Draft Horse Association. مؤرشف من الأصل (PDF) في 2011-07-23. اطلع عليه بتاريخ 2010-10-25.
2. 1 2 3  "What is a cream draft?". American Cream Draft Horse Association. مؤرشف من الأصل في 2011-02-14. اطلع عليه بتاريخ 2010-10-23.
3. 1 2  "American Cream Draft Horse". International Museum of the Horse. مؤرشف من الأصل في 2018-05-14. اطلع عليه بتاريخ 2012-01-04.
4. 1 2 3  Lynghaug, Fran (2009). The Official Horse Breeds Standards Guide: The Complete Guide to the Standards of All North American Equine Breed Associations. Voyageur Press. ص. 342–345. ISBN:978-0-7603-3499-7. مؤرشف من الأصل في 2023-04-25.
5. ↑  Dutson, Judith (2005). Storey's Illustrated Guide to 96 Horse Breeds of North America. Storey Publishing. ص. 340–342. ISBN:1-58017-613-5.
6. ↑  "American Cream Draft Horse: The Cream of Drafts" (PDF). American Cream Draft Horse Association. مؤرشف من الأصل (PDF) في 2011-07-23. اطلع عليه بتاريخ 2010-10-25.

ينتج جين الشمبانيا لونًا مخففًا ، مما ينتج عنه لون الجسم الذهبي الفاتح، والجلد الفاتح، والعيون الفاتحة، والعرف العاجي، والذيل المشابه للون العام. ويعمل هذا الجين على طبقة أساسية من لون الكستناء، مما يخلق هذا التباين الفريد في اللون. وفي الحصان البالغ، يتميز الجلد بلونه الوردي مع بقع داكنة أو نمش،  بينما تكون العيون عسليّة أو كهرمانيّة. وتكون عيون مهر الشمبانيا زرقاء عند الولادة، وتغمق مع تقدم العمر، ويكون جلد المهر ورديًا فاتحًا. ووفقًا لسجلّات السلالات، تُوصف عيون المهر بأنها "بيضاء تقريبًا"، وذلك لوصف طبيعتها الزرقاء الفاتحة، والتي تُعدّ أكثر كثافة من الأنواع الأخرى من العيون الزرقاء.

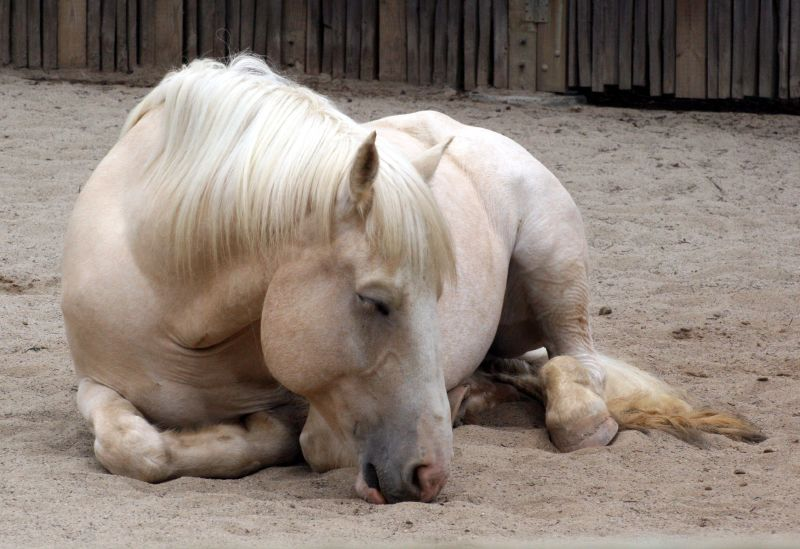
تزيّن بقع النمش خدود هذا الحصان الرّاقد.

تُعتبر سمة "الشمبانيا" سمة وراثية سائدة ناتجة عن طفرة في الجين SLC36A1 . حُدد هذا الجين لأول مرة في عام 2008 من خلال دراسة جينومية شملت سلالة الخيول الأمريكية الكريمي لاحظ الباحثون صعوبة تمييز الخيول متماثلة الزيجوت (ذات نسختين من الجين الطافر) عن تلك متغايرة الزيجوت (نسخة واحدة من الجين الطافر ونسخة طبيعية). وبذلك يتمايز جين الشمبانيا عن التخفيفات السائدة غير المكتملة مثل جين الكريم. وعلى الرغم من صعوبة التمييز الدقيق، إلا أن بعض الاختلافات الطفيفة قد لوحظت بين النوعين. حيث تتميز الخيول متماثلة الزيجوت بلون شعر أقل تبقعًا أو أفتح قليلاً مقارنةً بالخيول متغايرة الزيجوت. كما تشير بعض التقارير القصصية إلى اختلافات أخرى تشمل النمش الفاتح، واختلافات طفيفة في لون الجلد والمعطف، بينما تبقى لون العين كما هو.
إن خيول الجر الأمريكية ذات البشرة الداكنة هي في الواقع كستنائية ونظرًا لعدم تشابه السلالة في جين الشمبانيا، فيكفي وجود أليل واحد لإنتاج اللون المطلوب. تُعرف الشمبانيا بقدرتها على تخفيف أي لون للطبقة الأساسية. في حالة مشروع الحصان الأمريكي الكريمي، فإن الطبقة الأساسية الجينية الأصيلة هي لون الكستناء. وحتى عام 2003، لم يتمكن العلماء من العثور على جين "الكريمي"  في هذه السلالة، على الرغم من إشارة المربين إلى اللون المرغوب باسم "كريمي". يُعدّ مشروع الكريم الأمريكي سلالة فريدة من نوعها تختلف عن الخيول الكريميلو أو البيضاء تمامًا. على الرغم من تشابه لون معطفها الذهبي مع العرف الأبيض والذيل مع لون الخيول المُسمّاة "بالومينو"، إلا أن خصائصها المميزة تنبع من جين فريد يُعرف باسم "جين الشمبانيا".

### انحلال البشرة الفقاعي الوصلي الجسدي المتنحي
تصاب بعض الخيول الأمريكية الكريمية بمرض وراثي نادر يُعرف باسم "انحلال البشرة الفقاعي الوصلي الجسدي المتنحي" (JEB). يتميّز هذا الاضطراب الوراثي القاتل بفقدان المواليد الجدد لمساحات كبيرة من الجلد، بالإضافة إلى تشوهات أخرى. تؤدي هذه الأعراض الشديدة عادةً إلى القتل الرحيم للحيوان. يرتبط مرض انحلال البشرة الوصلي بشكل خاص بسلالة الخيول البلجيكية، لكنه قد يُوجد أيضًا في سلالات الجر الأخرى. في عام 2002، تمّ تطوير اختبار الحمض النووي لفحص الخيول من أجل هذا المرض، ممّا سمح بمنع حدوثه من خلال تجنّب تزاوج حاملين للمرض. وحرصًا على سلامة هذه السلالة، ينصّ سجلّ الخيول الأمريكية الكريمية على أنّ "الجمعية قد اتخذت إجراءات نشطة لاختبار جميع الخيول المسجلة منذ اكتشاف مرض انحلال البشرة الوصلي".

## تاريخ السُلالة

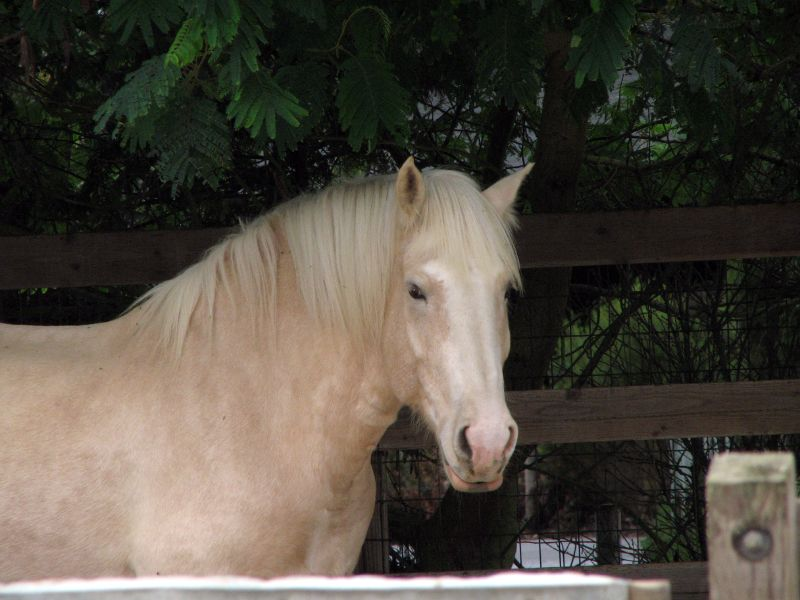
رأس وأكتاف حصان أمريكي كريمي

تُعدّ "Old Granny" فرسًا استثنائيةً شكّلت حجر الأساس لسلالة "مشروع الكريم الأمريكي" الفريدة. يُرجّح أن تكون قد ولدت بين عامي 1900 و 1905، ولفتت الأنظار لأول مرة في مزاد بمقاطعة ستوري، آيوا، عام 1911. لفت لونها الكريمي الفريد انتباه تاجر الأسهم الشهير هاري لاكين، فقام بشرائها. بيعت لاحقًا إلى مزرعة نيلسون براذرز في جيويل، آيوا. وعلى الرغم من عدم معرفة سلالاتها بشكل دقيق، إلا أن لونها الكريمي المميز تكرّر في العديد من مهورها، ممّا دفع ببيعهم بأسعار أعلى من المعتاد بسبب لونهم الفريد. ثم أصبح لون معطفها الكريمي، وبشرتها الوردية، وعيونها الكهرمانية، معاييرًا أساسية للسلالة، ويُعرف هذا اللون الآن باسم "الشمبانيا الذهبية". وبعد عامين فقط من تأسيس سجل السلالة، تمّ ربط 98% من الخيول المسجلة بـ "Old Granny". فقد كان تأثيرها على سلالة "مشروع الكريم الأمريكي" هائلًا، ممّا جعلها رمزًا لهذه السلالة النادرة والجميلة.
في عام 1920، أبهر جحش يُدعى "نيلسون باك رقم 2" الطبيب البيطري "إريك كريستيان" لدرجة دفعت كريستيان إلى أن يطلب من عائلة نيلسون ألا تبيعه. وافقت العائلة على طلبه، وبقي الجحش فحلًا في مزرعتها، حيث أنجب العديد من المهرات ذات اللون الكريمي. ولكن لم تٌسجّل سوى مهيرة واحدة، وهي "يانسي رقم 3" التي ولدت من أمّ سوداء من سلالة بيرشيرون. أنجبت يانسي بدورها "نوكس الأول" عام 1926 من فرس خليجية غير مسجلة ذات أصول مختلطة من مقاطعة شاير. ومن هذا الخط الأبوي، وُلد حفيد نيلسون باك عام 1931، وهو "سيلفر لايس رقم 9". كان سيلفر لايس مقدّرًا له أن يصبح أحد أكثر الفحول تأثيرًا في سلالة الحصان الأمريكي الكريمي. فوالده كان فرسًا بلجيكيًا ذا لون كستنائي فاتح، وسيلفر لايس نفسه تميز بحجمه الكبير، حيث وصل وزنه إلى 2230 رطل (1010 كجم)، متجاوزًا بذلك معظم أفراد سلالته. سرعان ما اشتهر سيلفر لايس كفحل في ولاية أيوا. ومع ذلك، واجه سيلفر لايس عقبة كبيرة. ففي ولاية أيوا، كان من شروط استخدام الفحول في برامج التربية العامة تسجيلهم لدى وزارة الزراعة، ولم تسمح هذه الوزارة إلا للخيول من السلالات المعترف بها. نظرًا لعدم تسجيل سيلفر لايس في أي سجل سلالات، فقد قام أصحابه بإنشاء نقابة تربية خاصة. وتمكين أصحاب الأفراس من تربية أفراسهم لسيلفر لايس من خلال شراء أسهم في "شركة خيول سيلفر لايس". ولكن شاءت الأقدار أن تتزامن مسيرة سيلفر لايس الرئيسية في التربية مع النضالات الاقتصادية القاسية لفترة الكساد الكبير. واضطر أصحابه إلى إخفاءه في حظيرة أحد الجيران في وقت ما لمنع بيعه في المزاد. ومن الجدير بالذكر فحل أساسي آخر لعب دورًا هامًا في تطور سلالة الحصان الأمريكي الكريمي، وهو "إيدز كابتن". تظهر سلالاته في حوالي ثلث جميع الخيول الأمريكية الكريمية .
في ظلّ كساد الثلاثينيات، برزت براءة أمل وسط محبي الخيول، حيث بدأ عدد قليل من المربين، تحدّيًا للظروف الاقتصادية الصعبة، رحلةً لإحياء سلالة خيول "مشروع الكريم الأمريكي". وكان في مقدمة هؤلاء المربّين "سي. تي. رايرسون" الذي شرع بشراء أفراس ذات اللون الكريمي من مزرعة "سيلفر ليس" عازمًا على تطوير سلالة جديدة تتميّز بجمالها الفريد. وبفضل إصرارهم وعزيمتهم، تمكنوا من تأسيس جمعية السلالات "جمعية الكريمة الأمريكية" في عام 1944، والتي ضمّت 20 مالكًا ومربيًا. حصلت هذه الجمعية على ميثاق رسمي من ولاية أيوا، ممّا أعطى شرعية لعملهم الدؤوب. وفي عام 1950، حصدت جهودهم الاعتراف الرسمي من وزارة الزراعة في ولاية أيوا، بعد أن نالت توصية عام 1948 من المجلس الوطني لتسجيل الفحول.
شهدت منتصف القرن العشرين ثورة في الزراعة، تمثلت في ميكنة العمليات الزراعية. أدت هذه الميكنة إلى انخفاضٍ ملحوظٍ في الاعتماد على خيول الجر في المهام الزراعية، مما أدى بدوره إلى تراجع أعداد هذه الخيول بشكلٍ كبير. ومع وفاة رايرسون عام 1957، وهو أحد أهم مربي خيول الجر الأمريكية، تسارعت وتيرة هذا التراجع. وبحلول أواخر الخمسينيات، لم يكن يتبقى سوى 200 حصان كريم أمريكي حي مسجل، مملوك لـ 41 مربيًا فقط. وعلى الرغم من هذا الانخفاض الكبير، لم يستسلم عددٌ قليل من مربي خيول الجر الأمريكيين لشعور اليأس. ففي عام 1982، قامت ثلاث عائلات احتفظت بقطعانها من هذه السلالة النادرة بإعادة تنشيط السجل وإعادة تنظيمه. في عام 1994، تم تعزيز جهود الحفاظ على هذه السلالة من خلال تغيير اسم المنظمة المسؤولة عن تسجيلها وتنظيمها بشكل رسمي إلى الجمعية الأمريكية لخيول الجر الكريم (ACDHA).

### من التسعينيات وحتى الوقت الحاضر
في عام 1982، شرع ملاك خيول الجر في فحص فصائل الدم لحيواناتهم، مما أدى إلى اكتشافات علمية هامة حول سلالة الحصان الأمريكي الكريمي. بحلول عام 1990، أثبتت الاختبارات الجينية أن هذه الخيول، مقارنة بسلالات الجر الأخرى، تشكل مجموعة متميزة وراثيًا. وُجدت صلة وثيقة بسلالة الجر البلجيكي الأمريكي، بينما كانت الصلة بسلالات بيرشيرون وسوفولك بانش وهافلينجر أقل وضوحًا. لم تكشف سجلات التسجيل التي تعود إلى أوائل القرن العشرين عن أي سلالات دم أخرى بخلاف سلالات الجر. وبتاريخ عام 2000، سُجّل 222 حصانًا أمريكيًا كريميًا، ليصل العدد إلى 350 حصانًا بحلول عام 2004. يضمّ هذا العدد 40 حصانًا يُصنفون كـ "خيول التتبع". وتتضمن هذه الفئة الخيول الأمريكية الأصيلة التي لا تستوفي متطلبات اللون، أو الخيول المهجنة التي تُخلط فيها سلالة الحصان الأمريكي الكريمي مع سلالات جر أخرى، مع الحفاظ على الخصائص البدنية اللازمة للتسجيل. يُسمح باستخدام خيول التتبع هذه كمخزون للتربية وفقًا لشروط محددة، مع إمكانية تسجيل المهرات الناتجة كخيول أمريكية أصيلة. يُذكر أن حوالي 30 حصانًا جديدًا يتم تسجيله كل عام. ومع ذلك، تُصنّف المحافظة الأمريكية لسلالات الماشية السلالة في حالة "حرجة". ويعني ذلك أن عدد الخيول الأمريكية الكريمية حول العالم يقل عن 2000، مع تسجيل أقل من 200 حصان سنويًا في الولايات المتحدة. وتوافق منظمة Equus Survival Trust على هذا التصنيف، مشيرة إلى أن عدد الإناث البالغة النشطة من هذه السلالة يتراوح بين 100 و 300. لمعالجة هذه المخاوف، وضعت جمعية (ACDHA) لوائح تسمح بتسجيل المهرات عند إنتاجها بطرق مثل التلقيح الاصطناعي ونقل الأجنة. كما يُساهم الاستخدام الدقيق لسجل الملحق في زيادة أعداد هذه السلالة النادرة.
تشتهر خيول كولونيال ويليامزبرغ، الموجودة في مدينة كولونيال ويليامزبرغ التاريخية بولاية فرجينيا، بلقب "أشهر خيول الجر الأمريكية". وتُستخدم هذه الخيول بشكل أساسي في جر وركوب العربات داخل أرجاء القرية، وبدءًا من عام 2006، بادرت إدارة مدينة كولونيال ويليامزبرغ بإنشاء برنامج تربية خاص لهذه الخيول، بهدف زيادة أعدادها والحفاظ على هذه السلالة المميزة.

## روابط خارجية
- الجمعية الأمريكية للخيول الأمريكية الكريمية

قالب:Horse breeds of Canada and the United States
1. ↑  "Gold Champagne". Colors. International Champagne Horse Registry. مؤرشف من الأصل في 2009-05-24. اطلع عليه بتاريخ 2009-06-08.
2. ↑  "Gold Champagne". Classifications. Champagne Horse Breeders and Owners Association. مؤرشف من الأصل في 2008-07-05. اطلع عليه بتاريخ 2009-06-08.
3. ↑  "Identifying the Champagne Colored Horse". International Champagne Horse Registry. مؤرشف من الأصل في 2024-02-24. اطلع عليه بتاريخ 2009-06-03.
4. 1 2  "Horse Coat Color Tests". UC Davis Veterinary Genetics Laboratory. مؤرشف من الأصل في 2009-06-15. اطلع عليه بتاريخ 2009-06-04.
5. 1 2 3 4 5 6 7
6. ↑  Anderson, Michelle (1 أكتوبر 2006). "Blue's Clues". The Horse. مؤرشف من الأصل في 2020-02-17. اطلع عليه بتاريخ 2010-10-25.
7. 1 2  Cook D، Brooks S، Bellone R، Bailey E (2008). Barsh GS (المحرر). "Missense Mutation in Exon 2 of SLC36A1 Responsible for Champagne Dilution in Horses". PLOS Genetics. ج. 4 ع. 9: 1–9. DOI:10.1371/journal.pgen.1000195. PMC:2535566. PMID:18802473.
8. ↑  Church, Stephanie L. (17 فبراير 2004). "Junctional Epidermolysis Bullosa (JEB) in Belgian Draft Horses: AAEP 2003". The Horse. مؤرشف من الأصل في 2022-04-07. اطلع عليه بتاريخ 2010-10-24.
9. ↑  "Our History". American Cream Draft Horse Association. مؤرشف من الأصل في 2011-02-14. اطلع عليه بتاريخ 2010-10-24.
10. 1 2
11. 1 2  "Equus Survival Trust Equine Conservation List" (PDF). Equus Survival Trust. مؤرشف من الأصل (PDF) في 2024-04-07. اطلع عليه بتاريخ 2010-10-23.
12. ↑  Harris, Moira C.؛ Langrish, Bob؛ Bob Langrish & Moira C. Harris (2006). America's Horses: A Celebration of the Horse Breeds Born in the U.S.A. Globe Pequot. ص. 7. ISBN:1-59228-893-6.[وصلة مكسورة]
13. ↑  Church, Stephanie L. (March 1, 2004). "JEB in Belgian Draft Horses". The Horse. Retrieved 2010-10-24.
14. 1 2 3 4 5  "Our History". American Cream Draft Horse Association. Archived from the original on 2011-02-14. Retrieved 2010-10-24.
15. 1 2 3 4 5 6 7
16. 1 2 3 4 5 6 7
17. ↑  "Parameters of Livestock Breeds on the ALBC Conservation Priority List (2007)". American Livestock Breeds Conservancy. Archived from the original on 15 September 2010. Retrieved
18. 1 2  الحصان : كل ما تود معرفته عن الخيول أنواعها وسلوكها وتكاثرها بالصور نسخة محفوظة 2024-06-02 على موقع واي باك مشين.